# 1908년 하계 올림픽 조정
틀:역대 올림픽 조정
1908년 하계 올림픽 조정은 1908년 하계 올림픽의 정식 종목이 된 조정 대회로, 총 4개 남자 종목이 치러졌다. 1908년 7월 28일부터 7월 31일까지 헨리온템스에서 개최되었다.
1908년 하계 올림픽부터는 대회에서는 더블 스컬이 프로그램에서 제외되어 1904년 대회보다 한 종목이 줄었다. 헝가리와 노르웨이가 처음으로 조정 종목에 출전했으며, 나머지 6개국은 기존에 출전한 경험이 있는 국가였다.

## 참가국
8개국 81명의 선수가 참가하였다.
- 벨기에 (10)
- 캐나다 (13)
- 독일 (3)
- 영국 (30)
- 헝가리 (11)
- 이탈리아 (1)
- 네덜란드 (4)
- 노르웨이 (9)

## 메달 요약
| 종목             | 금 | 은 | 동 | 동 |
| 싱글 스컬 자세히 | 해리 블랙스태프 (GBR) | 알렉산더 맥컬럭 (GBR) | 베른하르트 폰 가차 (GER) | 카로이 레비츠키 (HUN) |
| 무타 페어 자세히 | 존 페닝 · 고든 톰슨 (GBR) | 조지 에릭 페어베언 · 필립 버던 (GBR) | 프레더릭 톰스 · 노웨이 잭스 (CAN) | 마르틴 슈탄케 · 빌리 뒤스코브 (GER) |
| 무타 포어 자세히 | 영국 (GBR) · 콜리어 커드모어 · 제임스 앵거스 길런 · 던컨 매키넌 · 존 소머스스미스                                                                                    | 영국 (GBR) · 필립 필리울 · 해럴드 바커 · 존 페닝 · 고든 톰슨 | 캐나다 (CAN) · 고든 밸푸어 · 베처 게일 · 찰스 리디 · 제프리 테일러                                                                                 | 네덜란드 (NED) · 헤르마뉘스 회프터 · 알베르튀스 빌스마 · 요한 뷔르크 · 베르나르뒤스 크론                                                             |
| 에이트 자세히    | 영국 (GBR) · 앨버트 글래드스톤 · 프레더릭 켈리 · 배너 존스톤 · 가이 니콜스 · 찰스 버넬 · 로널드 샌더슨 · 레이먼드 에더링턴스미스 · 헨리 버크널 · 길크리스트 매클라간 | 벨기에 (BEL) · 오스카르 탈만 · 마르셀 모리몽 · 레미 오르방 · 조르주 미스 · 프랑수아 베르귀슈 · 폴리도러 페이르만 · 오스카르 드 송빌 · 로돌프 포마 · 알프러트 판 란데험 | 캐나다 (CAN) · 어빈 로버트슨 · 조셉 라이트 · 줄리어스 톰슨 · 월터 루이스 · 고든 밸푸어 · 베처 게일 · 찰스 리디 · 제프리 테일러 · 더글라스 커틀랜드 | 영국 (GBR) · 프랭크 저우드 · 에릭 파월 · 오스왈드 카버 · 에드워드 윌리엄스 · 헨리 골드스미스 · 해럴드 키칭 · 존 번 · 더글라스 스튜어트 · 리처드 보일 |

## 메달 집계
| 순위       | 나라           | 금 | 은 | 동 | 합계 |
| ---------- | -------------- | -- | -- | -- | ---- |
| 1          | 영국 (GBR)     | 4  | 3  | 1  | 8    |
| 2          | 벨기에 (BEL)   | 0  | 1  | 0  | 1    |
| 3          | 캐나다 (CAN)   | 0  | 0  | 3  | 3    |
| 4          | 독일 (GER)     | 0  | 0  | 2  | 2    |
| 5          | 네덜란드 (NED) | 0  | 0  | 1  | 1    |
| 5          | 헝가리 (HUN)   | 0  | 0  | 1  | 1    |
| 합계 (6개) | 합계 (6개)     | 4  | 4  | 8  | 16   |

## 참고 문헌
1. ↑  Evans, Hilary; Gjerde, Arild; Heijmans, Jeroen; Mallon, Bill. “Rowing at the 1908 London Summer Games”. 《Olympics at Sports-Reference.com》. Sports Reference LLC. 17 April 2020에 원본 문서에서 보존된 문서. 5 August 2018에 확인함.